# Xã Fairview, Quận York, Pennsylvania
Xã Fairview (tiếng Anh: Fairview Township) là một xã thuộc quận York, tiểu bang Pennsylvania, Hoa Kỳ. Năm 2010, dân số của xã này là 16.668 người.